# Yvonne Mueller
Yvonne Mueller (ur. 23 listopada 1975) – szwajcarska snowboardzistka. Nie startowała na igrzyskach olimpijskich. Jej najlepszym wynikiem na mistrzostwach świata jest 7. miejsce w snowcrossie na mistrzostwach w Whistler. Najlepsze wyniki w Pucharze Świata osiągnęła w sezonie 2004/2005, kiedy to zajęła 10. miejsce w klasyfikacji snowboardcrossu była szósta.

## Sukcesy

### Mistrzostwa Świata
| Miejsce | Dzień       | Rok  | Miejscowość | Konkurencja    | Zwycięzca          |
| ------- | ----------- | ---- | ----------- | -------------- | ------------------ |
| 7.      | 16 stycznia | 2005 | Whistler    | Snowboardcross | Lindsey Jacobellis |

### Puchar Świata

#### Miejsca w klasyfikacji generalnej
- 2002/2003 - -
- 2003/2004 - -
- 2004/2005 - -
- 2005/2006 - 65.

#### Miejsca na podium
1. Sierra Nevada – 11 marca 2005 (snowboardcross) - 3. miejsce